# Armonía del mundo
Armonía del mundo (título original en alemán, Die Harmonie der Welt) es una ópera en cinco actos con música de Paul Hindemith y libreto en alemán del propio compositor. El título de la ópera procede de Harmonices Mundi del astrónomo Johannes Kepler (1571-1630) quien es el personaje central de la ópera. Hindemith usó el sistema planetario como una metáfora de sus propios arreglos musicales de la escala cromática. Se estrenó el 11 de agosto de 1957 en el Prinzregententheater de Múnich.
Apareció una grabación monoaural truncada de la ópera en el sello Stradivarius, y no fue hasta la época digital cuando se logró una completa grabación de la obra, cuando Marek Janowski dirigió toda la ópera para el sello Wergo. El defensor de Hindemith Yan Pascal Tortelier también ha expresado abiertamente su interés en dirigir una grabación de la ópera.

## Personajes
| Personaje                                         | Tesitura  | Reparto del estreno, 11 de agosto de 1957 (Director: Paul Hindemith) |
| ------------------------------------------------- | --------- | -------------------------------------------------------------------- |
| Susanna, esposa de Kepler/Venus                   | soprano   | Liselotte Fölser                                                     |
| Joven Susanna, hija de Kepler                     | soprano   |                                                                      |
| Katharina, madre de Kepler/La luna                | contralto | Hertha Töpper                                                        |
| Wallenstein, señor de la guerra/Júpiter           | tenor     | Richard Holm                                                         |
| Ulrich Grüßer, alumno de Kepler/Marte             | tenor     | K. Wehofschlitz                                                      |
| Christoph Kepler                                  | tenor     |                                                                      |
| Johannes Kepler, el astrónomo/La Tierra           | barítono  | Joseph Metternich                                                    |
| Emperador Rodolfo II/Emperador Fernando II/El sol | bajo      | Kieth Engen                                                          |
| Daniel Hizler, sacerdote/Mercurio                 | bajo      | Joseph Knapp                                                         |
| Tansur, astrólogo/Saturno                         | bajo      | Marcel Cordes                                                        |
| Barón Starhemberg                                 | barítono  |                                                                      |
| Richter                                           | barítono  |                                                                      |

## Argumento
Ambientada en el siglo XVII, la ópera es la historia de una búsqueda de la armonía universal por el astrónomo Johannes Kepler.

## Grabaciones
En 2002 WERGO lanzó el estreno mundial como parte de su edición Paul Hindemith. Esta grabación se realizó en la iglesia Jesus-Christus-Kirche de Berlin-Dahlem en febrero/marzo de 2000, con Marek Janowski dirigiendo a la Orquesta de la radio sinfónica de Berlín y François le Roux en el papel de Johannes Kepler.